# Чутулешты
Чутулешты (также Чутулешть; рум. Ciutuleşti) — село в Флорештском районе Молдавии. Является административным центром коммуны Чутулешты, включающей также сёла Ион-Водэ, Маринешты и Сырбешты.

## История
Возле Чутулешт проводились раскопки стоянки древнего человека. В 1963 году возле села был найден наконечник копья, относящийся к культуре Ноуа (ок. 1300 лет до н. э.).

## География
Село расположено на высоте 209 метров над уровнем моря.

## Население
По данным переписи населения 2004 года, в селе Чутулешть проживает 2307 человек (1101 мужчина, 1206 женщин).
Этнический состав села:
| Национальность | Число жителей | Процентный состав |
| -------------- | ------------- | ----------------- |
| молдаване      | 2278          | 98,74             |
| румыны         | 12            | 0,52              |
| украинцы       | 6             | 0,26              |
| русские        | 4             | 0,17              |
| гагаузы        | 2             | 0,09              |
| болгары        | 2             | 0,09              |
| прочие         | 3             | 0,13              |
| Всего          | 2307          | 100 %             |

## Персоналии
Родились
- Николае Кассо[рум.] (1839—1904) — бессарабский революционер.
- Тимофти, Николай Васильевич (род. 1948) — Президент Республики Молдова (2012—2016).

Похоронены
- Кассо, Лев Аристидович (1865—1914) — министр народного просвещения Российской империи.